# 楚攻蔡之战
楚攻蔡之战，發生於春秋时期，楚国攻打蔡国的一系列戰爭。
蔡国从春秋前期蔡哀侯时就遭到楚国攻打，于是被迫倒向楚国，当时中原的齐桓公尚未称霸。之后的楚国与齐国、晋国争霸时，蔡国基本上都在楚国阵营。前632年，晋文公与楚成王争霸的城濮之战后，蔡国参加践土之盟，一度倒向晋国。但是晋文公去世后，楚国攻打蔡国，使得蔡国再次归顺楚国。其后在楚灵王扩张时一度灭亡蔡国，后来柏举之战，蔡国不堪忍受楚国的压迫，联合吴国一度攻入楚国郢都。楚国复国后，吴国将蔡国迁到州来，最终在楚惠王时灭亡蔡国。
前684年，因为蔡哀侯对息侯夫人息妫态度轻慢。息侯建议楚文王发兵攻蔡国。九月，楚军北上，在莘之战击败蔡军，俘获蔡哀侯。蔡侯为此怀恨在心，为报复息侯，在楚文王面前称赞息妫的美貌。楚文王灭亡息国而娶息妫。前680年，楚文王为取悦息妫，楚文王讨伐蔡国。七月，占据蔡都，不久退兵，蔡国被迫倒向楚国。前627年冬，晋国因为许国倾向楚国，于是和陈国、郑国进攻许国。楚国令尹子上攻打陈国、蔡国，陈国、蔡国和楚国媾和。
前531年四月，楚灵王诱杀蔡灵侯，派弟弟公子弃疾率军围攻蔡国。十一月丁酉，楚师灭蔡，把蔡国作为楚国的县。前529年，楚国内乱，楚灵王被杀后，蔡国复国。前506年，由于楚国欺压蔡国，蔡国与晋国等中原诸侯会盟，之后灭亡沈国。楚昭王派令尹囊瓦攻打蔡国，蔡国向吴国求救，吴国在柏举之战时重创楚国。楚国复国后，报复蔡国。前494年，楚昭王联合陈国、随国、许国发兵包围蔡国国都新蔡。离城一里建筑堡垒，宽一丈，高二丈。役夫屯驻九昼夜。蔡国出降。楚昭王让蔡国迁移到长江、汝水之间就回去了。蔡国因此向吴国请求迁移。吴国将其迁移到了州来，称之为下蔡。越国灭亡吴国后，蔡国又丧失了大国的保障。前447年，楚国攻克下蔡，蔡侯齐出逃，蔡国灭亡。